# Линчёпинг (хоккейный клуб)
Хоккейный клуб «Линчёпинг» (Linköpings HC), часто обозначаемый акронимом LHC и известный среди своих фанатов как Cluben — профессиональный хоккейный клуб из шведского города Линчёпинг.

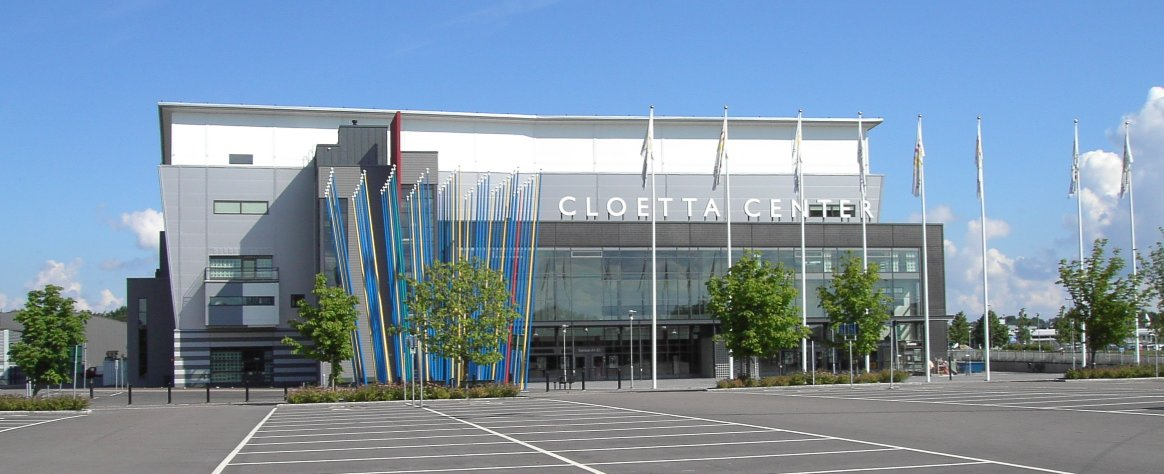
Домашняя арена клуба, Cloetta Center

С хоккейным клубом аффилирована женская футбольная команда ФК Линчёпинг. 3 октября 2008 года также объявлено о том, что местные мужская и женская волейбольные команды клуба Team Valla вскоре также объединятся с хоккейным клубом и получат название Linköpings Volleyboll Club.

## История
Клуб основан в 1976 году. Первое выступление клуба в Шведской элитной серии относится к сезону 1999—2000. С 2001 года выступает в Элитной серии непрерывно. Линчёпинг пять раз выступал в плей-офф. В сезоне 2006—2007 впервые достиг финала, где уступил клубу МОДО. В сезоне 2007—2008 Линчёпинг во второй раз в своей истории вышел в финал, где снова уступил, на этот раз клубу ХВ71, завоевав серебряные медали и право выступать в Хоккейной Лиге Чемпионов.